# Presbiterianismo em Alagoas
O Presbiterianismo é a terceira maior família denominacional protestante histórica em Alagoas (atrás apenas dos batistas e adventistas), correspondendo a 0,09% da população da unidade federativa, o terceiro menor percentual entre todas as unidades federativas.

## História
Alagoas foi visitada pelos colportores James Burnett em 1840 e Joaquim José da Silva em 1855.
Em 1887, o Rev. John Rockwell Smith mudou-se para Pão de Açúcar. A partir da sua pregação, foi organizada, em 1887, a primeira igreja presbiteriana do estado. Em 1903, esta igreja se separou da Igreja Presbiteriana do Brasil, para formar a Igreja Presbiteriana Independente do Brasil.
Em 1907 foi fundada a Primeira Igreja Presbiteriana de Maceió, vinculada à Igreja Presbiteriana do Brasil. Em 1986, foi fundada a Igreja Presbiteriana do Farol, em Maceió, que tornou-se a maior igreja presbiteriana do Estado.
A partir da evangelização e plantação de mais igrejas, o Presbiterianismo tornou-se a terceira maior família denominacional protestante histórica no Estado.

## Igreja Presbiteriana do Brasil

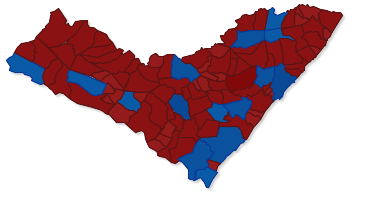
Municipios com igrejas federadas a Igreja Presbiteriana do Brasil em Alagoas

A Igreja Presbiteriana do Brasil (IPB) é a maior denominação presbiteriana em Alagoas. É constituída no Estado pelo Sínodo Alagoas-Sergipe, que possui 3 presbitérios, com 16 igrejas organizadas no Estado. Juntas, as referidas igrejas reuniam 2.132 membros em 2022
 o que correspondia a 0,07% da população do estado.
Todavia, os seus membros não estão regularmente distribuídos por todo estado, de forma que a Igreja Presbiteriana do Farol, em Maceió, possuía, em 2022, 913 membros, o que correspondia à época a 42,82% dos membros da IPB no estado.
Em 2022, havia também 14 projeto de plantação de igrejas, organizados pela Junta de Missões Nacionais, Plano Missionário Cooperativo e congregações das próprias igrejas do estado.

## Igreja Presbiteriana Independente do Brasil
A Igreja Presbiteriana Independente do Brasil possui uma congregação em Maceió.

## Igreja Presbiteriana Conservadora do Brasil
A Igreja Presbiteriana Conservadora do Brasil teve uma congregação na cidade de Maceió. Todavia, em 2021, a congregação missionária foi fechada.

## Outras denominações presbiterianas
A Igreja Presbiteriana Unida do Brasil e Igreja Presbiteriana Fundamentalista do Brasil não possuem igrejas no estado.